# Журавская, Мария Валентиновна
Мария Журавская (род. 15 июля 1981 года) — белорусская тхэквондистка.

## Биография
Первым крупным стартом Марии было первенство Европы среди юниоров 1997 года, где Мария завоевала серебро.
На чемпионате мира 1999 года в Эдмонтоне Мария осталась за чертой призёров. Но в 2000 году на чемпионате Европы взяла бронзу. В следующем году она завоёвывает бронзу уже всемирного чемпионата. На чемпионате Европы 2002 года — Мария снова с бронзой.
Последним её успехом было серебро на Универсиаде в Тэгу.